# Reinhard Alfred Furrer
Reinhard Alfred Furrer (Wörgl, Ausztria, 1940. november 25. – Berlin, 1995. szeptember 9.) német fizikus, űrhajós.

## Életpálya
1969-ben diplomázott a Berlini Egyetemen, ugyanitt 1972-ben fizikából doktorált. 1974-ben adjunktus, 1979-ben professzor. 1974-ben szerzett pilóta jogosítványt. Több távolsági repülést végzett (1979-ben Grönland, 1981-ben Quito {Ecuador}). 1980-1981 között az University of Chicago, illetve az Argonne National Laboratory tanára/kutatója.
53 európai jelöltből választotta az Európai Űrügynökség (ESA) űrprogramjának végrehajtására, ellenőrzésére. Hatan 1982. december 19-től a Lyndon B. Johnson Űrközpontban részesültek űrhajóskiképzésben. Egy űrszolgálata alatt összesen 7 napot, 00 órát és 44 percet (169 óra) töltött a világűrben.
Űrhajós pályafutását 1985. november 6-án fejezte be. 1987-től a Berlini Egyetem tanára, az Institute of Spacetechnology GmbH igazgatója. 1995-ben Berlinben egy Me–108 Taifun repülőgéppel történő bemutatórepülésen halálos balesetet szenvedett.

## Űrrepülések
STS–61–A, a Columbia űrrepülőgép 2. repülésének rakományfelelős. Németország támogatta a repülési programot, a Spacelab  mikrogravitációs laboratóriumban a legénység 12 órás váltásokban 75 tudományos kísérletet hajtott végre. Egy űrszolgálata alatt összesen 7 napot, 00 órát és percet (169 óra) töltött a világűrben. 4 680 000 kilométert (2 909 352 mérföldet) repült, 112 alkalommal kerülte meg a Földet.